# Купол Фудзі (антарктична станція)
77°19′ пд. ш. 39°42′ зх. д. / 77.317° пд. ш. 39.700° зх. д.
Купол Фудзі (яп. ドームふじ [Dōmu Fuji], англ. Dome Fuji або Dome F), він же «Купол Валькірії» (Valkyrie Dome або Valkyrjedomen) — вершина льодового щита у східній частині Землі Королеви Мод в Антарктиді, а також розташована на ньому однойменна японська полярна станція.

## Відкриття та найменування
Купол Валькірії — льодовий купол у східній частині Землі Королеви Мод, що піднімається на висоту близько 3700 м над рівнем моря. У 1963-64 році Радянська Антарктична експедиція здійснила перехід через північну частину цього купола, піднявшись до висоти понад 3600 м. Але сам купол був досліджений з повітря методами радіогляціології в рамках програми «SPRI-NSF-TUD» в 1967-1979 рр, і був названий «Куполом Валькірії» (на честь Валькірії з Німецько-скандинавської міфології, яка відводить полеглих воїнів в Вальгаллу).

## Клімат
Завдяки розташуванню на Антарктичному плато і великій висоті, Купол Валькірії — одне з найхолодніших місць на Землі. Влітку температура повітря рідко піднімається вище мінус 30 градусів Цельсія, а взимку може опускатися до мінус 80 °C і нижче. Середньорічна температура — мінус 54,3 °C, що на 3 градуси вище, ніж на станції Восток, і на 3.5 градусів вище, ніж мінімальна середньорічна температура, яка відзначається на полюсі Недосяжності, в точці з координатами 82 п.ш.78 с.д. Середня температура липня близько -74 градусів, грудня і січня близько -35 градусів. Це — холодна антарктична пустеля. Опадів дуже мало: близько 25 мм на рік, і вони там випадають тільки у вигляді кристалів льоду.

## Станція «Купол Фудзі»
Антарктична полярна станція «Купол Фудзі» була заснована в січні 1995 року як «База спостережень „Купол Фудзі“». З 1 квітня 2004 року стала називатися «Станція „Купол Фудзі“». Географічні координати станції: 77°19′ пд. ш. 39°42′ сх. д. / 77.317° пд. ш. 39.700° сх. д.. Найближча до неї інша японська антарктична станція Сьова, розташована приблизно в тисячі кілометрів від «Купола Фудзі». Це одна з чотирьох японських антарктичних станцій і займає 5 місце серед обжитих населених пунктів з найнижчою середньорічною температурою після станції Полюс недосяжності (-57,8 °C), станції Восток (-57,3 °C), станції Плато (-56, 3 °C), і станції Восток-1 (-55,6 °C). Є другою з найвисокогірніших станцій, так як розташована на 3796 метрів вище рівня моря. Станція приблизно настільки ж віддалена від екватора, наскільки віддалена найпівнічніша материкова частина Росії та Азії — мис Челюскін, розташована трохи ближче мису до екватора.